# Os de peluix

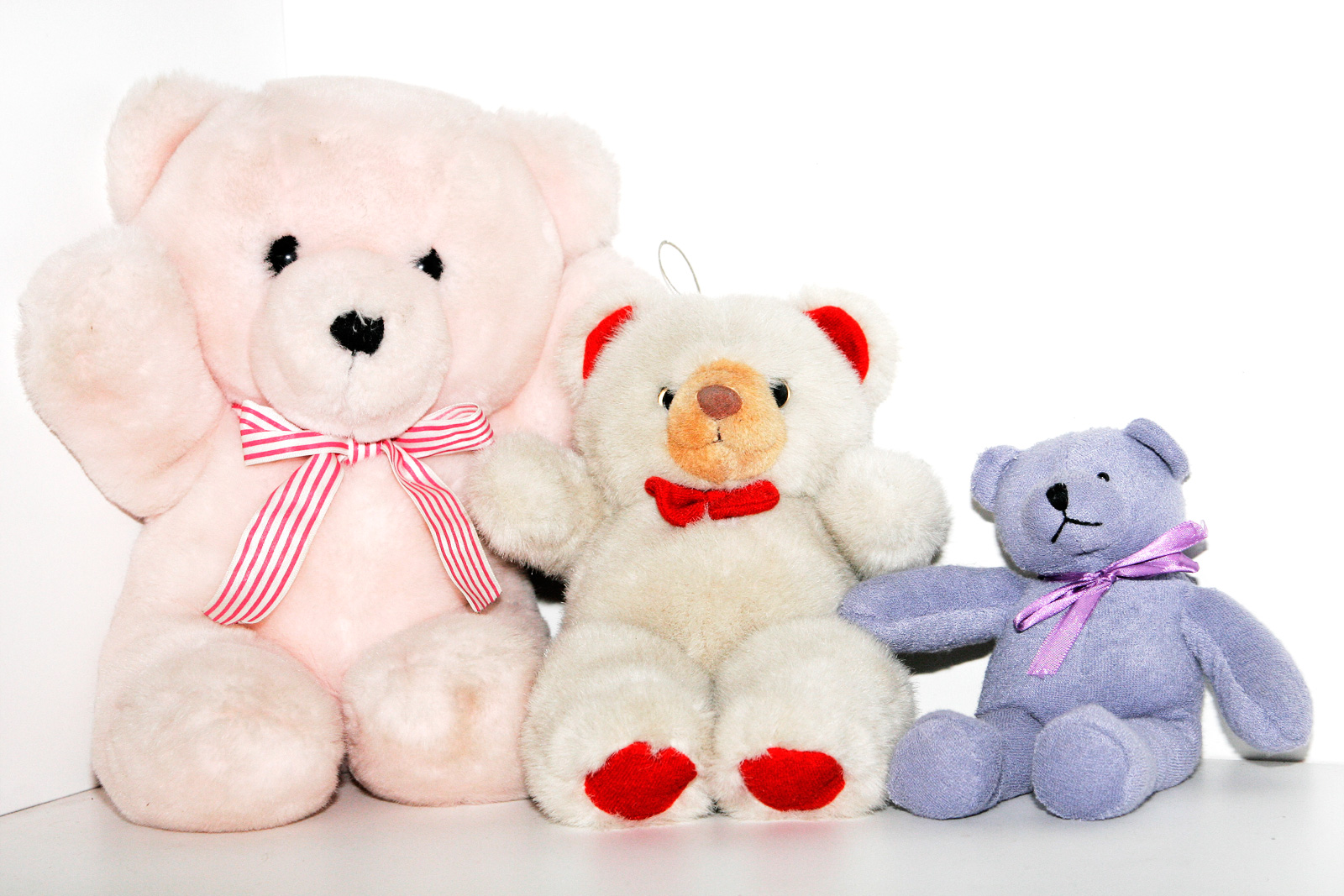
Ossos de peluix moderns.

L'os de peluix és un os de joguina fet de tela farcida. És una forma tradicional de joguina que representa un os, moltes vegades emprat amb el propòsit d'entretenir als nens. En els últims anys, alguns ossos de peluix s'han convertit en articles de col·lecció molt cars, fins al punt que n'hi ha museus especialitzats arreu del món.

## Tipus d'ossos de peluix

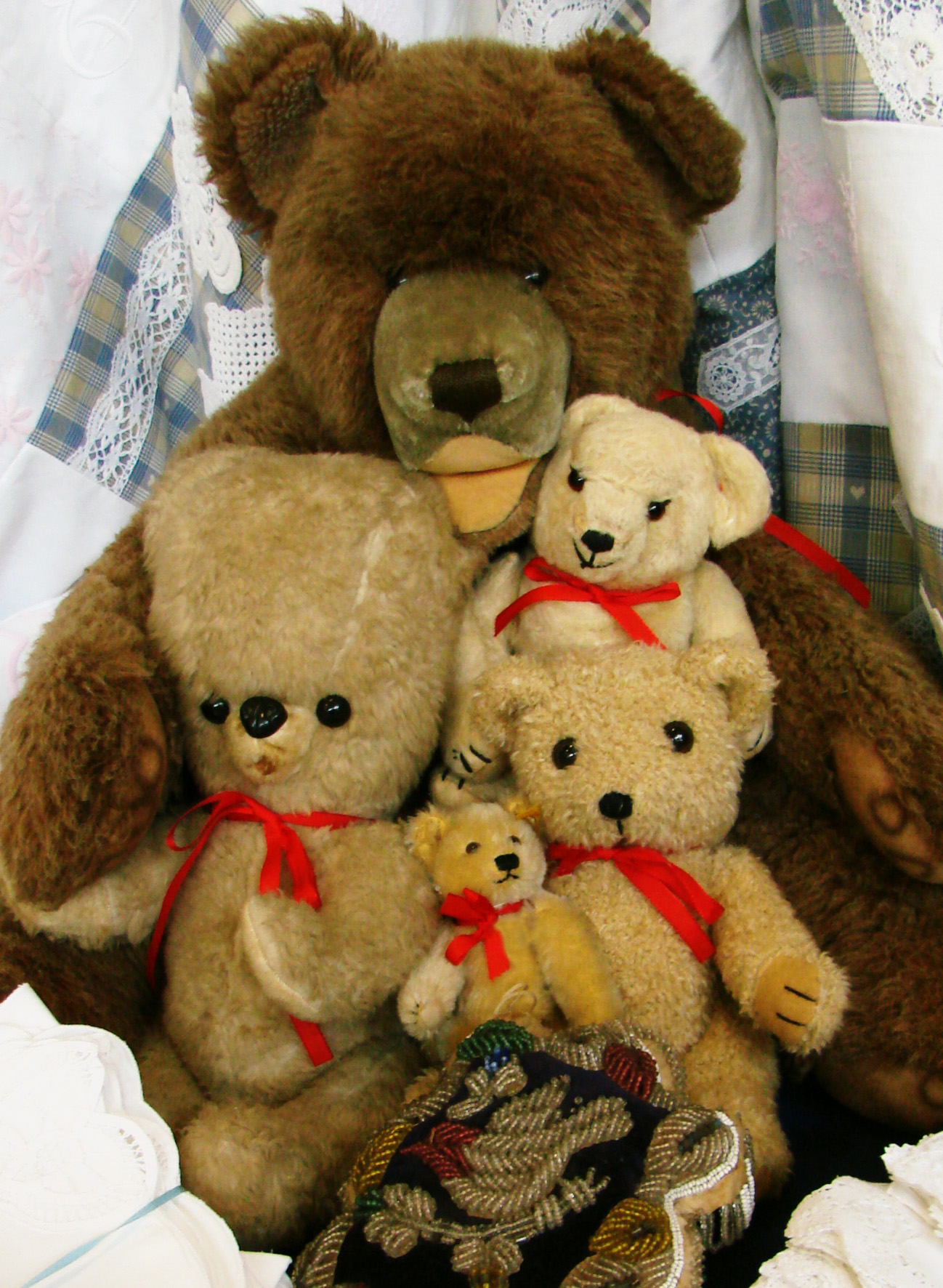
Varietats d'ossos de peluix.

### Ossos de fabricació comercial
Els ossos de peluix fabricats en massa són predominantment fets com a joguines per a nens, de totes les edats. Actualment, s'han fet ossos de peluix que tenen música o que fins i tot parlen, o són interactius, perquè els nens petits estableixin un enllaç amb la joguina com si fos real.
Aquests ossos tenen juntes de seguretat per a unir els braços, les cames i el cap. Fins i tot tenen ulls amb tancaments de seguretat per evitar perills d'ofegament per part d'alguna criatura petita. Aquests ossos han d'aconseguir uns estrictes estàndards de fabricació per a poder ser comercialitzats als Estats Units i a la Unió Europea.

### Ossos de fabricació artística
Per contra, els ossos artístics no són produïts en massa i, en definitiva, no estan destinats per als menors, la majoria d'ells tenen una etiqueta que adverteix de tal fet. Aquests ossos són l'objectiu d'un mercat per a col·leccionistes adults.
Són creats individualment per multitud d'artistes a tot el món. Molts d'aquests artistes dissenyen els seus propis ossos i els fabriquen manualment o uneixen les peces en màquines de cosir propietàries.
Aquests ossos no són venuts massivament. Estan disponibles per a la seva compra a través dels propis artistes, tendes especialitzades, llocs a Internet i exposicions artístiques, exposicions d'ossos de peluix i exposicions de treballs manuals a tot el món.
Gairebé sempre tenen caps, braços i cames mòbils. Els sistemes de conjuntura per a unir aquests membres i caps són en moltes ocasions discos i cargols o combinacions de discos i rosques de fixació, però també poden fer-se amb botons, una simple tira, o qualsevol peça que l'artista triï.

### Materials emprats

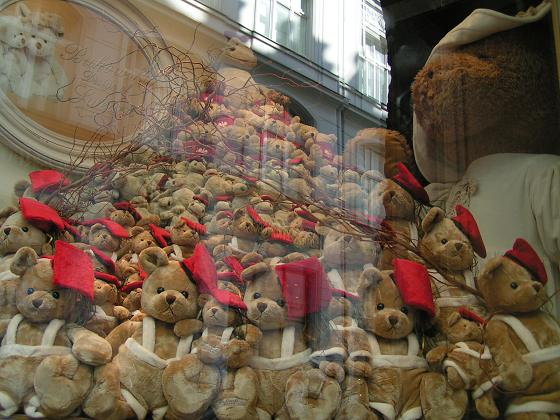
Ossos de peluix.

Les “teles” amb les quals aquestes joguines estan fabricades són tan variades i interessants com els ossos en si. El primer és el mohair, una llana pentinada d'una selecció de llanes d'ovella, es teixeix, es tenyeix i es retalla per a produir un nombre fascinant de colors. A banda del mohair, hi ha una selecció immensa de "teles apelfades” o bé sintètiques fabricades expressament per al mercat d'ossos de peluix, tots dos tipus són produïts comercialment. Una de les característiques dels ossos de peluix és que solen ser molt tous, per a aquest fi, en la majoria d'ells, avui dia es fa servir el polièster, tant per al teixit com per al farciment.
Alguns artistes d'ossos de peluix estan especialitzats en la producció d'ossos fabricats amb materials reciclats.
Aquests artistes busquen a les botigues d'articles de segona mà, als mercats ambulants, a les vendes de garatge casolanes, als centres de recollida de roba i els propis golfes dels seus familiars cercant tresors oblidats que puguin convertir-se en el somni de col·leccionistes. Cobertors vells, vestits, abrics així com bosses i peces de vestir són transformats ràpidament en increïbles ossos de peluix.

## El seu nom als Estats Units
El nom anglès "Teddy bear" (os Teddy) prové de Theodore Roosevelt, president dels Estats Units entre 1901 i 1909, qui va refusar disparar a un os en una cacera preparada pels seus ajudants amb finalitats promocionals.